# Polcirkeln/Svanstein FF
Polcirkeln/Svanstein FF (PSFF) är en fotbollsförening i Tornedalen, samarbete mellan Svansteins sportklubb och IF Polcirkeln i Juoksengi. Föreningen har herrlag i division 4 norra Norrbotten samt ungdomsverksamhet för såväl flickor som pojkar. Hemmaarena finns i såväl Svanstein som Juoksengi. Föreningens herrlag har bland annat deltagit i ett SM-slutspel i futsal 2006. Föreningen arrangerar varje år Midnattsolscupen.